# Рождественский снежок
«Рождественский снежок» (англ. Christmas Snow) — десятый и последний эпизод двадцать третьего сезона американского мультсериала «Южный парк». Премьера эпизода состоялась на Comedy Central в США 11 декабря 2019 года. В этом эпизоде в городе на праздники запрещают употребление алокоголя, чтобы уменьшить количество ДТП, но люди становятся слишком подавленными, и мэр Макдэниэлс обращается за помощью к Рэнди. В эпизоде пародируется мягкое отношение к нетрезвому вождению во время праздников, использование старых эпизодов для создания «рождественских» выпусков, фильм Гринч — похититель Рождества, а также эксплуатация культурных и религиозных символов в рекламных целях.

## Сюжет
Накануне Рождества Санта Клаус предупреждает людей об опасности нетрезвого вождения и призывает всех наслаждаться праздником ответственно. Его призыв игнорируется, и жители города продолжают ездить по городу в нетрезвом виде. На следующий день мэр Макдэниэлс запрещает продажу алкоголя до 2 января, что расстраивает горожан, поскольку теперь они должны трезвыми терпеть свои семьи. Без алкоголя город пустеет, все вокруг становятся мрачными, и как будто это поздняя осень, а не канун Рождества. Мэр решает попросить Рэнди, который отрастил седую бороду, «вернуть людям дух рождества», то есть, возобновить продажи марихуаны, несмотря на то, что сезон марихуаны уже закончился. Рэнди и Полотенчик пытаются придумать что-то новое, а не просто продавать старые запасы (которые названы, так же как и серии сезона: «Мексиканский Джокер», «Особенный Хэллоуин», «Финал сезона»). Падающий снег вдохновляет Рэнди на создание смеси марихуаны с белым веществом (которое оказывается кокаином), он называет её «Рожденственский снежок» (англ. Christmas Snow) начинает её продавать, и люди снова начинают водить нетрезвыми.
Мэр потрясена, обнаружив, что в «Рождественском снежке» содержится кокаин, поскольку это незаконно. В ответ Рэнди организовывает протестное движение и легко добивается легализации кокаина сразу в семи штатах. Санта расстроен из-за того, что люди по-прежнему не трезвеют, на этот раз из-за наркотиков, и продажи марихуаны также запрещают до 2 января. После этого Рэнди решает продать чистый «органический, местный» продукт: «Рождественский снежок» без марихуаны, то есть, чистый кокаин. Он быстро становится популярным, и люди снова начинают водить нетрезвыми.
В ночь накануне Рождества Санта крадет весь «Рождественский снежок» из домов людей. Люди начинают паниковать, когда просыпаются и обнаруживают, что их кокаина больше нет. Решив спасти «Рождественский снежок», Рэнди гонится за Сантой, пока тот не вылетает с дороги и не ломает свои сани. Похищение «духа рождества» и последующая погоня пародирует фильм Гринч — похититель Рождества. Затем они спорят о кокаине, Санта говорит, что «кокаин — это всегда просто кокаин», но Рэнди убеждает его в том, «органический, местный» кокаин особенный. К ним присоединяется Иисус, но Рэнди убеждает и его. Чтобы вернуть Рождественский дух в Саус-Парк, Иисус поднимает его в воздух украденный Сантой кокаин и распыляет его над городом. Все взрослые снова празднуют и снова начинают водить нетрезвыми. В конце появляется реклама «Рождественского снежка» с Санта Клаусом, очень похожая на рекламу Coca-cola.

## Отзывы
Джесси Шедин из IGN дал эпизоду «хорошую» оценку, поставив 7,5 из 10 баллов, написав, что «Рождественский снежок» не может конкурировать с лучшими праздничными эпизодами Южного Парка, но, тем не менее, это неплохой эпизод, который служит подходящим завершением для 23 сезона. По его мнению, этот эпизод свидетельствует, что тема «Фермы порядочности» в мультсериале ещё не исчерпана, «хотя было бы неплохо дать ей немного отдохнуть».
Крис Лонго из Den of Geek поставил эпизоду 4 звезды из 5 (кроме предыдущей серии это издание давало сериям сезона не более 3 звёзд), написав, что этот эпизод «соответствует ожиданиям от Рождественского эпизода Южного Парка». Он отмечает, что выбор нетрезвого вождения в качестве объекта пародии поначалу кажется странным, но в итоге эта сюжетная линия органично встраивается в общую фабулу сезона. По его мнению, три последних сильных эпизода спасли «неровный» 23 сезон в целом.
Стефани Уильямс из The A.V. Club поставила эпизоду оценку «B-», написав в своем обзоре, что эпизод представляет «смесь различных специальных выпусков этого сезона, но с примесью кокаина».
Дани Ди Пласидо из Forbes пишет, что тема «Фермы порядочности» «стала такой же несвежей, как увядшая марихуана». Он также раскритиковал легализацию кокаина в эпизоде, поскольку «это немного странная шутка: что такого смешного в легализации наркотиков? Эта концепция больше не является контркультурной, ни в малейшей степени». Но сцену, где Рэнди и Полотенчик осуждают использование старого контента для рождественских выпусков, но, тем не менее, используют старые запасы для создания «Рождественского снежка» он считает удачной мета-отсылкой на рождественские выпуски и самоиронией создателей сериала.
Ренальдо Матадин из CBR.com отметил схожесть поведения взрослых Саус-Парка и игрового процесса во франшизе Grand Theft Auto.
Джереми Ламберт из 411mania.com поставил эпизоду оценку 8,5 из 10, назвав его «очень хорошим» и «сильным завершением сезона». Он считает удачным решением не возвращать Мистера Хэнки, хотя ранее он был постоянным участником рождественских эпизодов сериала. Также забавными названы мета-отсылки к предыдущим сериям сезона.